# 鹿津部真顔
鹿津部 真顔（しかつべの まがお、1753年（宝暦3年） - 1829年7月6日（文政12年6月6日））は、江戸時代後期の狂歌師・戯作者。鹿都部真顔とも書く。通称は北川嘉兵衛、号に紀真顔・狂歌堂・鹿杖山人・俳諧歌場・万葉亭・四方歌垣・四方真顔・好屋翁・恋川好町など。

## 略歴
1781年（天明元年）洒落本『袖かがみ』に初めて名前が見え、黄表紙や洒落本などを天明年間に刊行する。1782年（天明2年）に狂歌界へ入り、師は元木網で、1784年（天明4年）頃に大田南畝門下となり、算木有政や銭屋金埒らと「スキヤ連」を結成した。やがて、宿屋飯盛・頭光・金埒らと狂歌四天王と称された。1794年（寛政6年）南畝から「四方姓」を譲られ、飯盛と化成期の狂歌界を二分した。真顔は天明狂歌が奔放無軌道に陥ったことを是正しようと、鎌倉室町期の狂歌を本来の姿であるとする「俳諧歌」を提唱したが、一般からは親しまれず、結果として狂歌の衰退をもたらした。晩年は家庭的にも恵まれず、貧窮のうちに没した。